# Diocesi di Kenge
La diocesi di Kenge (in latino Dioecesis Kengensis) è una sede della Chiesa cattolica nella Repubblica Democratica del Congo suffraganea dell'arcidiocesi di Kinshasa. Nel 2021 contava 697.600 battezzati su 1.175.800 abitanti. È retta dal vescovo Jean-Pierre Kwambamba Masi.

## Territorio
La diocesi comprende le città di Bandundu e di Kenge e, in tutto o in parte, i territori di Bagata e Masi-Manimba nella provincia di Kwilu, quelli di Feshi e Kenge nella provincia di Kwango, e il territorio di Mushie nella provincia di Mai-Ndombe, nella Repubblica Democratica del Congo.
Sede vescovile è la città di Kenge, dove si trova la cattedrale dedicata alla beata Maria Clementina Anuarite Nengapeta.
Il territorio si estende su 34.385 km² ed è suddiviso in 36 parrocchie.

## Storia
La prefettura apostolica di Kenge fu eretta il 5 luglio 1957 con la bolla Illa spei di papa Pio XII, ricavandone il territorio dai vicariati apostolici di Kikwit e di Kisantu (oggi entrambi diocesi).
Il 6 luglio 1963 la prefettura apostolica è stata elevata a diocesi con la bolla Ut omnia di papa Paolo VI.

## Cronotassi dei vescovi
Si omettono i periodi di sede vacante non superiori ai 2 anni o non storicamente accertati.
- Jean Van der Heyden, S.V.D. † (6 dicembre 1957 - 6 luglio 1963 dimesso)
- Franz Hoenen, S.V.D. † (6 luglio 1963 - 25 aprile 1974 dimesso)
- Dieudonné M'Sanda Tsinda-Hata † (25 aprile 1974 - 1º giugno 1999 dimesso)
- Gaspard Mudiso Mundla, S.V.D. (1º giugno 1999 succeduto - 31 marzo 2018 ritirato)
- Jean-Pierre Kwambamba Masi, dal 31 marzo 2018

## Statistiche
La diocesi nel 2021 su una popolazione di 1.175.800 persone contava 697.600 battezzati, corrispondenti al 59,3% del totale.
| anno | popolazione | popolazione | popolazione | presbiteri | presbiteri | presbiteri | presbiteri                | diaconi | religiosi | religiosi | parrocchie |
| anno | battezzati  | totale      | %           | numero     | secolari   | regolari   | battezzati per presbitero | diaconi | uomini    | donne     | parrocchie |
| ---- | ----------- | ----------- | ----------- | ---------- | ---------- | ---------- | ------------------------- | ------- | --------- | --------- | ---------- |
| 1970 | 114.410     | 397.331     | 28,8        | 63         | 6          | 57         | 1.816                     |         | 79        | 84        |            |
| 1980 | 147.230     | 424.771     | 34,7        | 48         | 8          | 40         | 3.067                     |         | 62        | 80        | 24         |
| 1990 | 300.438     | 586.000     | 51,3        | 78         | 48         | 30         | 3.851                     |         | 50        | 87        | 23         |
| 1999 | 357.228     | 743.200     | 48,1        | 64         | 48         | 16         | 5.581                     |         | 66        | 111       | 27         |
| 2000 | 361.610     | 748.425     | 48,3        | 62         | 46         | 16         | 5.832                     |         | 73        | 100       | 29         |
| 2001 | 366.138     | 756.973     | 48,4        | 64         | 46         | 18         | 5.720                     |         | 47        | 107       | 27         |
| 2002 | 370.201     | 760.752     | 48,7        | 68         | 46         | 22         | 5.444                     |         | 47        | 110       | 27         |
| 2003 | 374.305     | 764.758     | 48,9        | 65         | 49         | 16         | 5.758                     |         | 36        | 106       | 27         |
| 2004 | 380.863     | 768.996     | 49,5        | 66         | 46         | 20         | 5.770                     |         | 39        | 105       | 27         |
| 2006 | 396.721     | 800.526     | 49,6        | 66         | 49         | 17         | 6.010                     |         | 41        | 106       | 27         |
| 2013 | 568.000     | 1.083.000   | 52,4        | 72         | 54         | 18         | 7.888                     |         | 38        | 153       | 27         |
| 2016 | 596.240     | 1.043.106   | 57,2        | 85         | 64         | 21         | 7.014                     |         | 36        | 95        | 28         |
| 2019 | 655.000     | 1.104.000   | 59,3        | 112        | 87         | 25         | 5.848                     |         | 42        | 98        | 29         |
| 2021 | 697.600     | 1.175.800   | 59,3        | 101        | 84         | 17         | 6.906                     |         | 31        | 170       | 36         |